# Glypta aurea
Glypta aurea là một loài tò vò trong họ Ichneumonidae.